# Nathan Parsons
Pour les articles homonymes, voir Parsons.
Nathan Dean Parsons, est un acteur australo-américains, né le 16 juin 1988 à Adélaïde (Australie).
Il est connu pour son rôle d'Ethan Lovett dans la série télévisée Hôpital central (2009-2015), de Jackson Kenner dans The Originals (2014-2017) et de Max Evans dans Roswell, New Mexico (2019-2022).

## Biographie

### Enfance et formation
Nathan Dean Parsons est né à Adélaïde, en Australie du Sud, mais a grandi dans le Colorado et au Texas aux côtés de ses deux frères, Robert Parsons et Jared Parsons. Il a déménagé à Los Angeles après avoir été accepté dans le programme de théâtre à l'université du Sud de la Californie.
Il est également membre de Boom Kat Dance Theatre, à but non lucratif compagnie de danse basée à Santa Monica, en Californie. Actuellement, dans leur troisième année, Boom Kat a été faite à une société résidente de Miles Mémorial Playhouse à Santa Monica après le succès de leur troisième production NeverWonderland. Dans ses temps libres, il aime la danse, l'escalade, la randonnée, la crosse, le football, le yoga et la plongée sous-marine.

### Carrière

#### Débuts à la télévision
Il a développé une passion pour le théâtre quand il était encore très jeune. Il prête sa voix sur le doublage animé japonais pour ADV Films. Il n'avait que 2 ans lorsqu'il a décroché son premier rôle vocal dans « Nadia, le secret de l'eau bleue ». Il a ensuite prêté sa voix pour « Jing: King of Bandits » et « Devil Lady ».
En 2009, il a auditionné pour la série Hôpital central et n'a pas été retenu, mais la série a par la suite créé un nouveau personnage pour lui. Il a fait sa première apparition en tant que Ethan Lovett, le 30 janvier 2009. Il a d'abord été embauché en tant que personnage récurrent, il est rapidement devenu régulier sur la série. En décembre 2011, il a annoncé qu'il ne voulais pas renouveler son contrat avec Hôpital central, qui arrivait à expiration au début de 2012. Sa dernière scène était le 7 mars 2012, qui a été partagée avec Anthony Geary et Emma Samms, ses parents dans la série. Le scénario a été laissé ouvert pour son retour possible. En mai 2012, il a été nommé pour un Daytime Emmy Awards en tant que jeune acteur pour son personnage d'Ethan Lovett dans Hôpital central.
En avril 2013, il reprend le temps d'un épisode le rôle d'Ethan Lovett lors du 50e anniversaire de la série, il joue avec Anthony Geary (Luc Spencer), Genie Francis (Laura Spencer) et Constance Towers (Helena Cassadine). Il reprend son rôle le temps de deux épisodes en juillet 2015.[réf. nécessaire]

#### Révélation télévisuelle
De 2012 à 2013, il incarne le personnage récurrent de Godot aux côtés de Jeanine Mason et Sutton Foster dans la série Bunheads créée par Amy Sherman-Palladino. Le 22 juillet 2013, ABC Family a annulé la série.
En 2014, il remplace Luke Grimes en tant que James Kent dans la saison finale de True Blood.
De 2014 à 2018, il a rejoint le casting de The Originals, la série dérivée de The Vampire Diaries sur The CW, dans le rôle de Jackson Kenner, un loup garou et mari de Hayley Marshall-Kenner, interprétée par Phoebe Tonkin.
De 2017 à 2018, il a incarné les rôles de Hansel / Jack / Nick Branson dans la série Once Upon a Time (ABC).
En 2018, il obtient l'un des rôles principaux dans la série Roswell, New Mexico, reboot de Roswell adaptée par Jason Katims entre 1999 et 2002, aux côtés de Jeanine Mason (Bunheads), Michael Vlamis, Lily Cowles, Heather Hemmens, Tyler Blackburn, Michael Trevino (The Vampire Diaries) et Riley Voelkel (The Originals). Il y incarne Max Evans interprété par Jason Behr dans la série originale. La série développée par Julie Plec est diffusée depuis le 15 janvier 2019 sur The CW.

#### Progression au cinéma
En mai 2019, il rejoint la distribution du film biographique, J'y crois encore (I Still Believe) d'Andrew et Jon Erwin sur la star de la musique chrétienne, Jeremy Camp aux côtés de K.J. Apa, Britt Robertson, Gary Sinise, Shania Twain et Melissa Roxburgh. Le film est sorti le 13 mars 2020 aux États-Unis et le 26 juin 2020 en France,.

## Filmographie

### Cinéma
| Année | Titre                           | Rôle                               | Notes |
| ----- | ------------------------------- | ---------------------------------- | ----- |
| 1991  | Nadia: Le Secret de l'Eau Bleue | Jean (version anglaise, voix)      |       |
| 1998  | Devilman Lady                   | Enfant (version anglaise, voix)    |       |
| 2002  | Ô dorobô Jing                   | Angostura (version anglaise, voix) |       |
| 2007  | Les dents                       | Soude Spritzer                     |       |
| 2009  | La Fraternité V: Anciens Élèves | Holden Williams                    |       |
| 2011  | Le Colocataire                  | Café Caisse                        |       |
| 2013  | #twitterkills                   | Justin Tyme                        | Court |

- 2016 : Pet de Carles Torrens : Eric
- 2017 : Justice de Richard Gabai : James McCord
- 2020 : J'y crois encore (I Still Believe) d'Andrew et Jon Erwin : Jean-Luc La Joie

### Télévision

#### Téléfilms
- 2013 : Voleuse d'enfant (The Nightmare Nanny) de Michael Feifer : Jake
- 2015 : Point d'Honneur (Point of Honor) de Randall Wallace : John Rhodes
- 2016 : D'amour et d'orchidée (Late Bloomer) de W.D. Hogan : Shane Rutherford
- 2019 : A Feeling of Home de Richard Gabai : Ryan

#### Séries télévisées
- 1990-1991 : Nadia, le secret de l'eau bleue : Jean (voix - 39 épisodes)
- 2009-2015 : Hôpital central : Ethan Lovett (rôle principal - 373 épisodes)
- 2012-2013 : Bunheads : Godot (rôle récurrent - 10 épisodes)
- 2014 : True Blood : James Kent (rôle principal, saison 7 - 10 épisodes)
- 2014-2018 : The Originals : Jackson Kenner (rôle récurrent, saisons 1, 2 et 3 puis invité saison 4, épisode 11 et saison 5, épisode 12 - 27 épisodes)
- 2016 : Rosewood : Nip-Tuck (saison 2, épisode 6)
- 2017-2018 : Once Upon a Time : Hansel / Jack / Nick Branson (rôle récurrent, saison 7 - 8 épisodes)
- 2019 - 2022 : Roswell, New Mexico : Max Evans (rôle principal)

## Distinctions
Sauf indication contraire, les informations mentionnées dans cette section peuvent être confirmées par la base de données cinématographiques IMDb,  présente dans la section « Liens externes ».
| Année | Cérémonie           | Catégorie                              | Nomination      | Résultat   |
| ----- | ------------------- | -------------------------------------- | --------------- | ---------- |
| 2012  | Daytime Emmy Awards | Jeune Acteur dans une Série Dramatique | Hôpital central | Nomination |